# 日高町 (和歌山県)

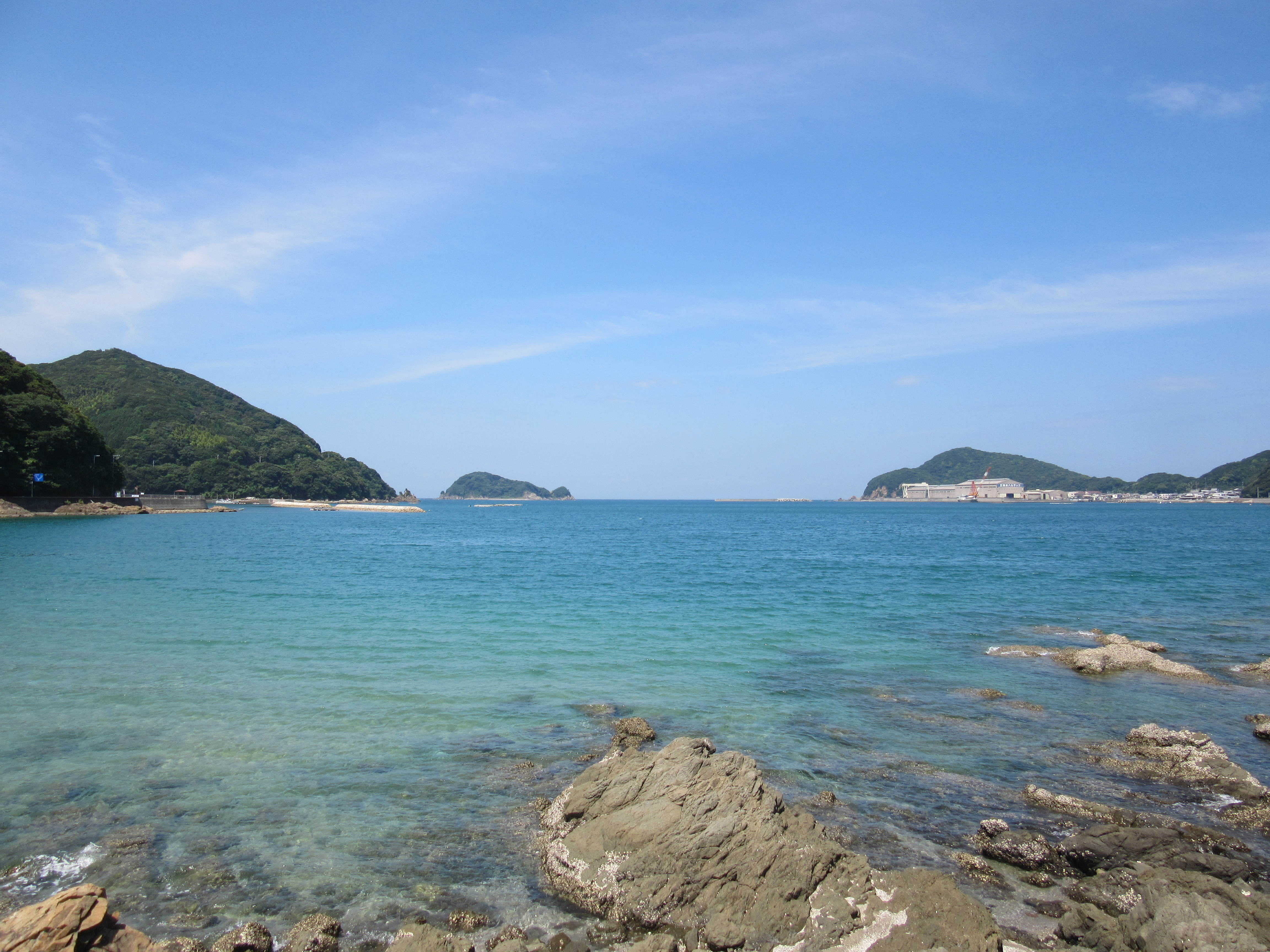
由良湾（左側が日高町柏、右側が由良町神谷）

日高町（ひだかちょう）は、和歌山県日高郡にある町。クエの町として有名である。

## 地理
和歌山県の中西部に位置し、紀伊水道に面している。海岸線はリアス式海岸で良港に恵まれている。今後発生が予測される南海トラフ巨大地震の際には、町内に最大8mの津波が到達することが予想されている。気候は温暖であり、平地では米・野菜、山間部では果樹を生産している。

### 隣接している自治体
- 御坊市
- 有田郡 広川町
- 日高郡 美浜町・由良町・日高川町

### 人口
平成22年国勢調査(速報値)より前回調査からの人口増減をみると、1.21％増の7,432人であり、増減率は県内30市町村中2位。
| |                                        |  |
| 日高町と全国の年齢別人口分布（2005年） | 日高町の年齢・男女別人口分布（2005年） |  |
| ■紫色 ― 日高町 ■緑色 ― 日本全国 | ■青色 ― 男性 ■赤色 ― 女性              |  |
| 日高町（に相当する地域）の人口の推移 \| 1970年（昭和45年） \| 7,119人 \| \| \| 1975年（昭和50年） \| 7,023人 \| \| \| 1980年（昭和55年） \| 6,973人 \| \| \| 1985年（昭和60年） \| 6,975人 \| \| \| 1990年（平成2年） \| 6,862人 \| \| \| 1995年（平成7年） \| 6,926人 \| \| \| 2000年（平成12年） \| 7,148人 \| \| \| 2005年（平成17年） \| 7,344人 \| \| \| 2010年（平成22年） \| 7,432人 \| \| \| 2015年（平成27年） \| 7,641人 \| \| \| 2020年（令和2年） \| 7,673人 \| \| |                                        |  |
| 総務省統計局 国勢調査より |                                        |  |
| 1970年（昭和45年） | 7,119人                                |  |
| 1975年（昭和50年） | 7,023人                                |  |
| 1980年（昭和55年） | 6,973人                                |  |
| 1985年（昭和60年） | 6,975人                                |  |
| 1990年（平成2年） | 6,862人                                |  |
| 1995年（平成7年） | 6,926人                                |  |
| 2000年（平成12年） | 7,148人                                |  |
| 2005年（平成17年） | 7,344人                                |  |
| 2010年（平成22年） | 7,432人                                |  |
| 2015年（平成27年） | 7,641人                                |  |
| 2020年（令和2年） | 7,673人                                |  |

## 歴史
- 1954年（昭和29年）10月1日 - 内原村・志賀村・比井崎村が合併して発足。

## 行政
- 町長：松本　秀司

### 地区
比井崎地区（西部）
- 阿尾、産湯、小坂、比井、津久野、小浦、方杭

志賀地区（中部）
- 志賀、小池

内原地区（東部）
- 小中、高家、池田、荊木、萩原、原谷

## 経済

### 産業
- 農業
- 漁業（三和漁業と日之岬漁業の2社があったが、近年の不況で1社が倒産）現在は1社が近海漁業を続けている。
- かつて、関西電力による原子力発電所建設を誘致する計画があり、関西電力もこれに応じたが漁協を中心に反対運動が起き、2005年をもって計画は中止された。詳細は日高原子力発電所を参照。

### 日本郵政グループ
- 内原郵便局（萩原）
- 日高志賀郵便局（志賀）
- 日高比井（ひい）郵便局（比井）
- 阿尾（あお）簡易郵便局（阿尾）
- 原谷（はらだに）簡易郵便局（原谷）

簡易郵便局を除く各郵便局にゆうちょ銀行のATMが設置され、内原郵便局ではホリデーサービスを実施（2011年6月現在）。
※日高町内の郵便番号は「649-12xx」で、集配業務は御坊郵便局（御坊市薗）が担当している（民営化以前は内原郵便局が担当していたが、同局は2006年9月19日付で集配業務を御坊郵便局に移管し、現在は窓口業務のみとなっている）。

## 教育
- 中学校
  - 日高町立日高中学校 - 昭和34年4月1日創立。和歌山県初の円形校舎として建設される。
- 小学校
  - 日高町立内原小学校
  - 日高町立志賀小学校
  - 日高町立比井小学校（令和３年３月３１日閉校）
- 少年の家
  - 堺市立日高少年自然の家（令和４年３月３１日廃止）

## 交通

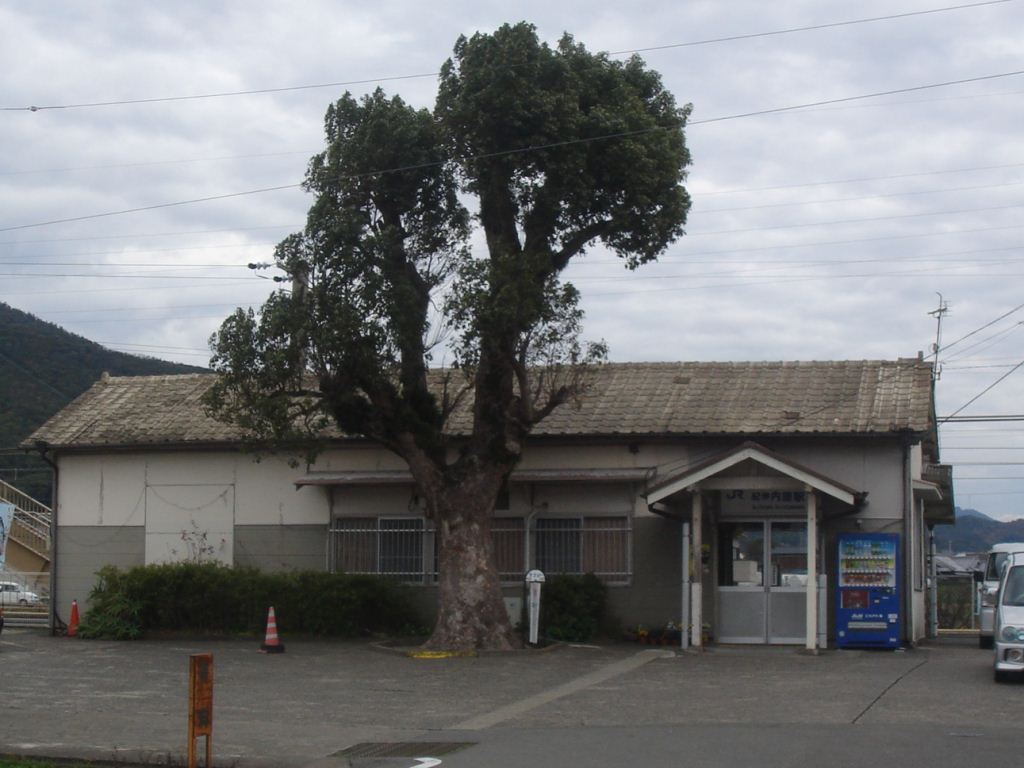
紀伊内原駅

### 鉄道
JR西日本紀勢本線が町の東部を南北に縦断し、中心部に紀伊内原駅がおかれている。この駅は無人駅である。
西日本旅客鉄道（JR西日本）
- 紀勢本線（きのくに線）：紀伊内原駅

### 路線バス
- 熊野御坊南海バス
- 中紀バス

### 道路
- 一般国道
  - 国道42号
- 県道
  - 和歌山県道23号御坊湯浅線
  - 和歌山県道24号御坊由良線
  - 和歌山県道27号日高印南線
  - 和歌山県道176号井関御坊線
  - 和歌山県道188号柏御坊線
  - 和歌山県道189号比井紀伊内原停車場線

### 港湾
- 比井港 - 地方港湾

## 名所・旧跡・観光スポット・祭事・催事

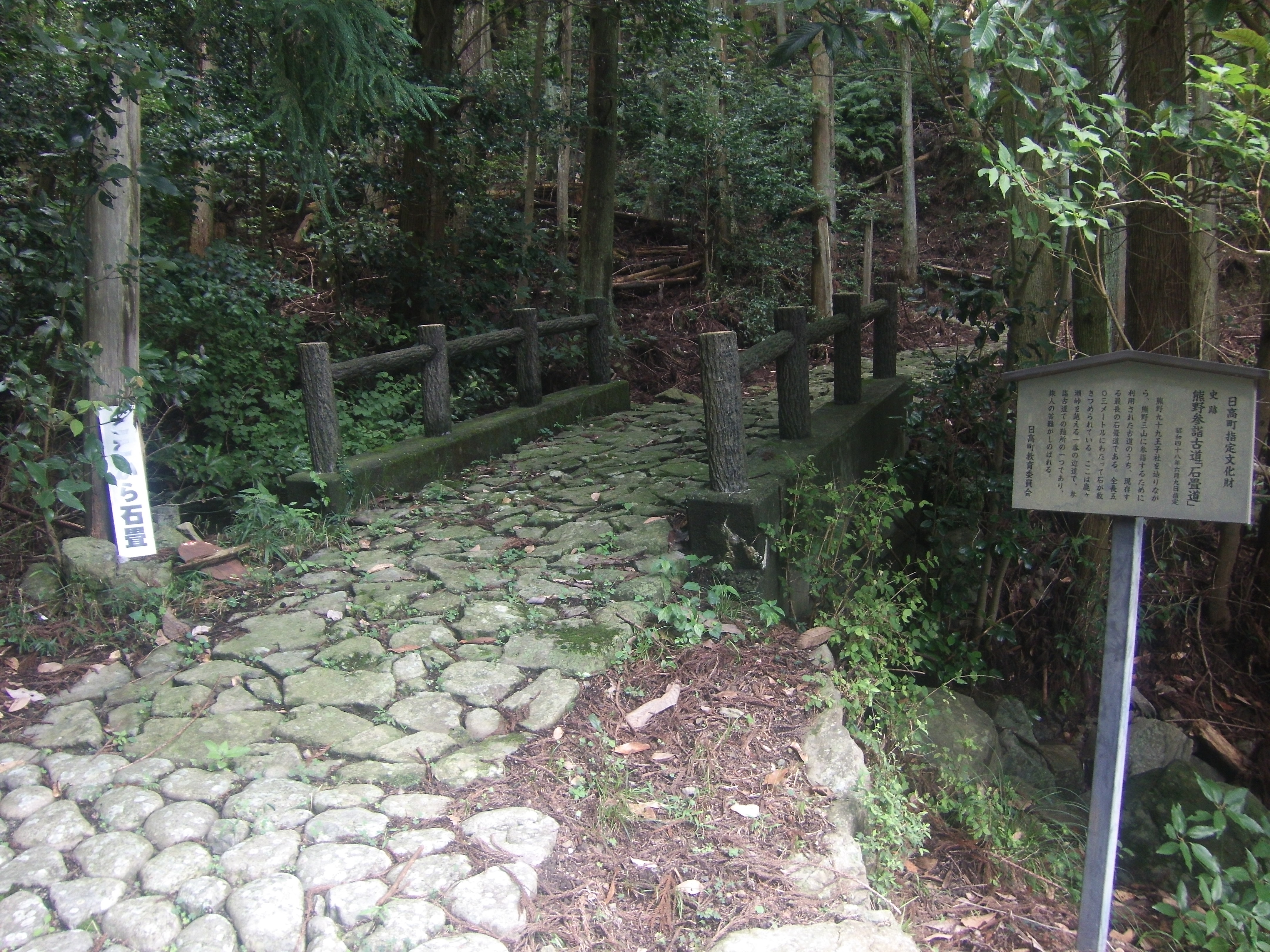
鹿ヶ瀬峠の石畳道

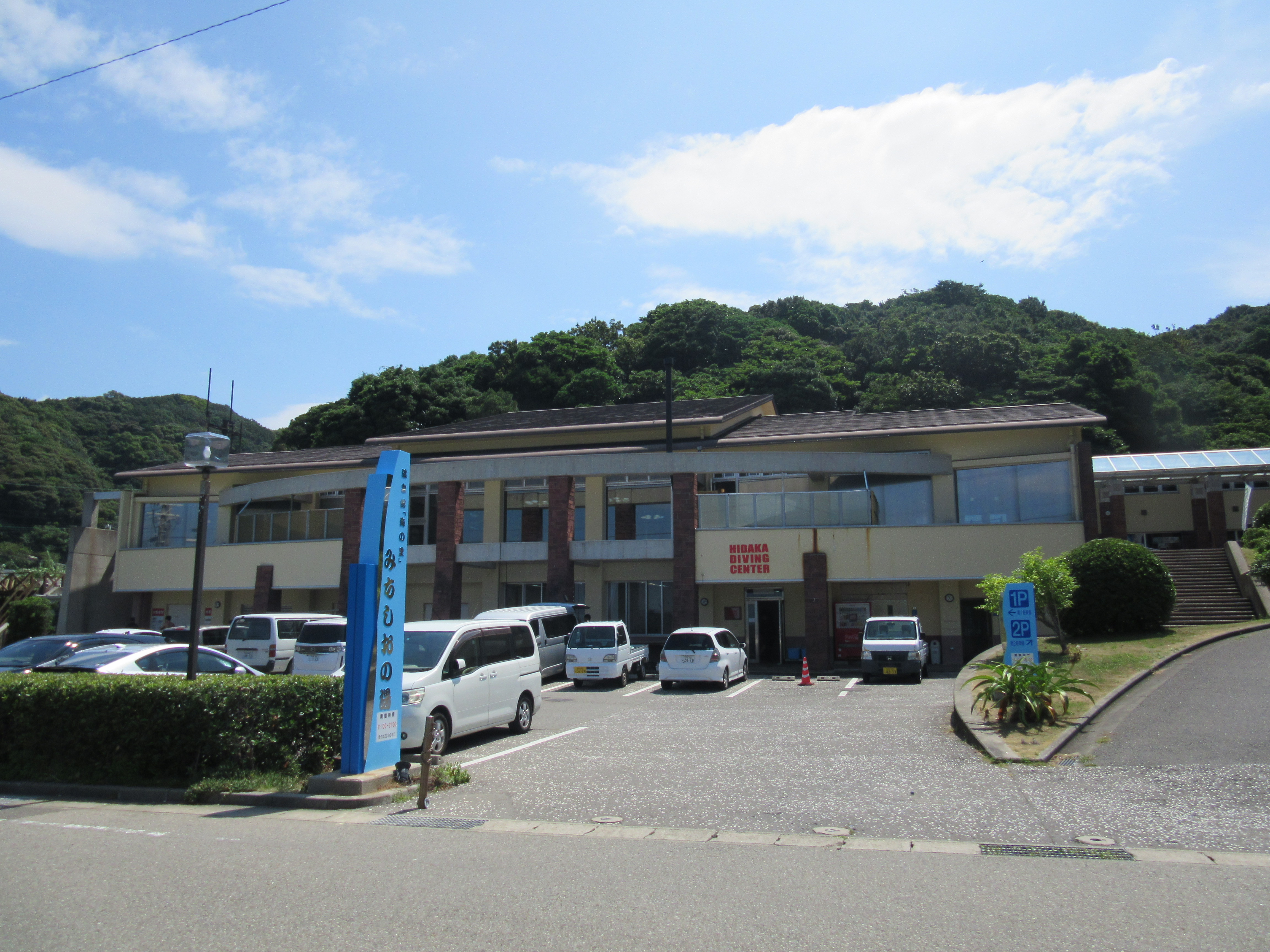
みちしおの湯

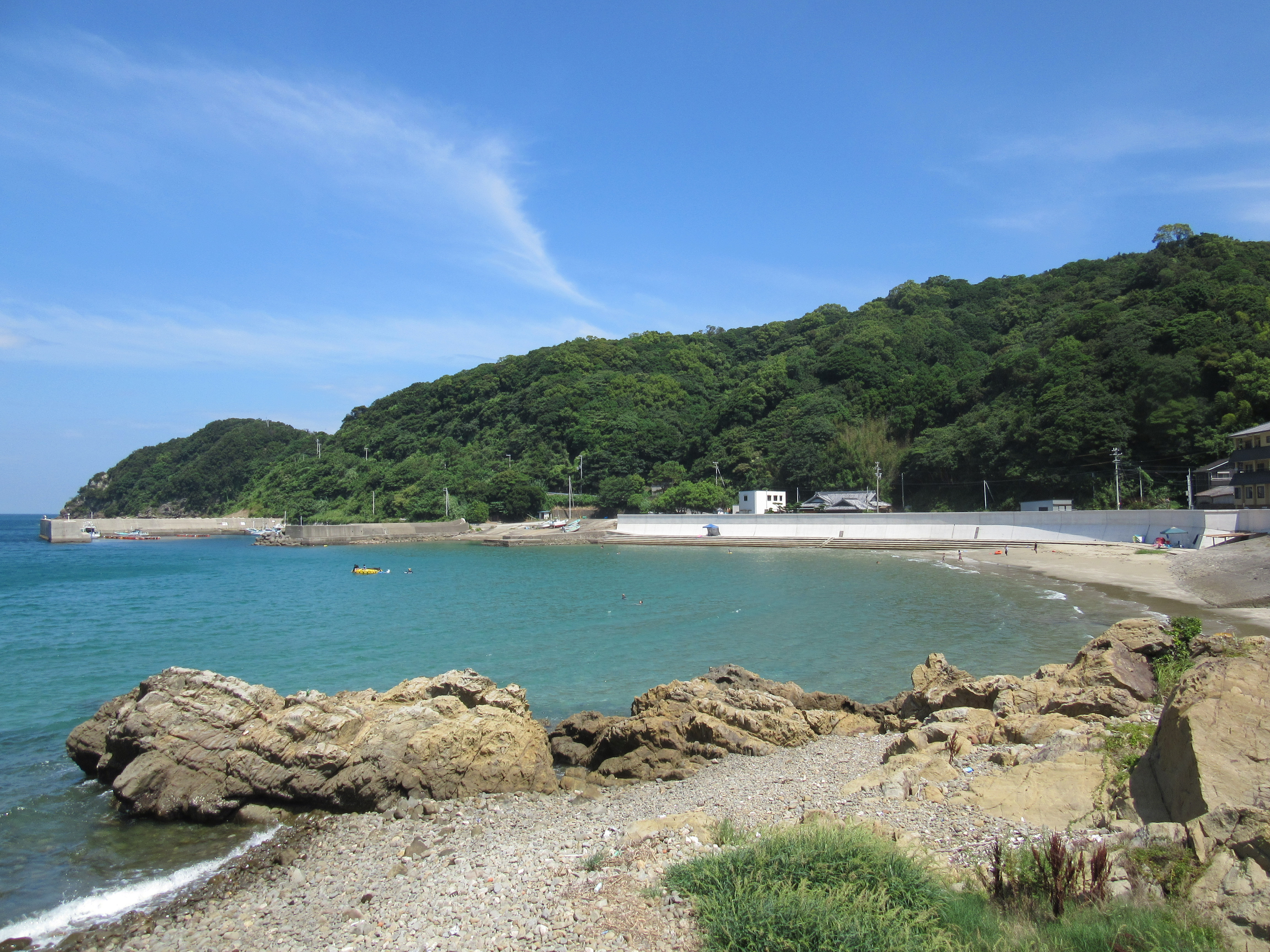
方杭海水浴場

### 名所・旧跡
- 熊野古道（紀伊路） - 鹿ヶ瀬峠（石畳）および九十九王子旧址
- 誕生院 (日高町) - 徳本生誕の地にある寺院。開山者として徳本上人を祀る。
- 徳本上人誕生地遺跡 - 誕生院の石段下にある石碑。県の史跡指定。

### 観光スポット
- 産湯海水浴場
- 西山ピクニック緑地 （和歌山県－公園・庭園・植物園 観光navi iタウンページ）

### 温泉
- みちしおの湯

### 祭事
- クエ祭り（和歌山県指定無形民俗文化財） - 10月第二土・日曜日に白鬚神社で行われる秋祭り

### 町おこし
代表的なクエの棲息地を控える日高町はクエによる町おこしが盛んで観光用モニュメントのクエの銅像があるほか、同町の広告には「くえっ」と叫ぶクエのマスコットが描かれている。また、同町阿尾の白髭神社では地元の若衆による伝統的なクエ祭りが300年近くに亘って奉納されており、古来から地元住民とクエが密着している。
また2009年（平成21年）7月には、和歌山大学観光学部客員教授・作詞家のもず唱平指導の下で学生が作詞、曲と唄・ピアノデュオQU-E（くえ）による、クエの町日高町のテーマソングとして「九絵のバラード」と「クエクエboogie-woogie」を制作した。これは、日本初の国立大学観光学部と地域との連携事業とされる。

## 日高町出身の著名人
- 徳本 - 江戸時代後期の僧・念仏行者。全国を廻り、「流行神」と呼ばれるほどの人気となった。
- 大久保勝信 - プロ野球選手
- 野田実 - 元衆議院議員、帝京大学教授
- 宮本裕司 - プロ野球選手